# Lawendowy zamek
Lawendowy zamek (ang. Lavender Castle) – brytyjski serial animowany stworzony przez Gerry’ego Andersona i Rodneya Matthewsa. Wyprodukowany przez Cosgrove Hall Films, Gerry Anderson Productions i Carrington Productions International.
Światowa premiera serialu miała miejsce 7 stycznia 1999 roku na brytyjskim kanale ITV. Ostatni odcinek został wyemitowany 9 marca 2000 roku. W Polsce premiera serialu odbyła się 26 lipca 1999 roku na antenie Canal+. Wyemitowany ponownie na kanale MiniMax w marcu 2002 roku.

## Obsada
- David Holt –
  - Kapitan Skrzat – głównodowodzący statkiem
  - Czułek – nawigator
- Rob Rackstraw –
  - Roger – pilot
  - Isambard – mechanik pokładowy
- Kate Harbour –
  - Lyca – lekarz pokładowy
  - Laska Kapitana Skrzata – żywa laska kapitana Skrzata
- Jimmy Hibbert –
  - Sir Dezelot – robot pokładowy
  - Dr Cedric Agon – szalony naukowiec, główny antagonista
  - Trąbek – zwierzak doktora Agona

Dialogi: Dariusz Dunowski

### W wersji polskiej udział wzięli
- Kapitan Skrzat – Eugeniusz Robaczewski
- Laska Kapitana Skrzata – Mirosława Krajewska
- Roger – Paweł Iwanicki
- Isambard – Arkadiusz Jakubik
- Lyca – Dominika Ostałowska
- Sir Dezelot – Janusz Zadura
- Czułek – Wojciech Machnicki
- Doktor Agon – Mirosław Zbrojewicz
- Chora Staruszka (odc. 2) – Joanna Wizmur
- Strażnik (odc. 3) – Andrzej Chudy
- Pułkownik Szpon (odc. 16) – Andrzej Gawroński
- Krótkonogi/Plątonogi Fred (Pirat) – Jan Kulczycki

Lektor: Tomasz Marzecki

## Spis odcinków
| Nr                 | Tytuł angielski            |
| ------------------ | -------------------------- |
|                    |                            |
| SERIA PIERWSZA     |                            |
|                    |                            |
| 01                 | In the Beginning           |
| Tak to się zaczęło |                            |
| 02                 | Flower Power               |
|                    |                            |
| 03                 | The Twilight Tower         |
|                    |                            |
| 04                 | High Moon                  |
|                    |                            |
| 05                 | The Lost Starfighter       |
|                    |                            |
| 06                 | The Black Swat             |
|                    |                            |
| 07                 | Double Cross               |
|                    |                            |
| 08                 | A Stitch in Time           |
|                    |                            |
| 09                 | Bird of Prey               |
|                    |                            |
| 10                 | Collision Course           |
|                    |                            |
| 11                 | Swamp Fever                |
| Bagienna Gorączka  |                            |
| 12                 | Raiders of the Planet Zark |
|                    |                            |
| 13                 | The Galacternet            |
|                    |                            |
| 14                 | Brightonia on Sea          |
|                    |                            |
| 15                 | Traitor                    |
| Zdrajca            |                            |
| 16                 | The Collector              |
| Kolekcjoner        |                            |
| 17                 | Lost in Space              |
|                    |                            |
| 18                 | Duelling Banjos            |
| Pojedynek na Banjo |                            |
| 19                 | The Legend                 |
|                    |                            |
| 20                 | Cloud of Chaos             |
|                    |                            |
| 21                 | Diamonds Aren’t Forever    |
|                    |                            |
| 22                 | Galactic Park              |
|                    |                            |
| 23                 | Wearizy                    |
|                    |                            |
| 24                 | Supernova                  |
|                    |                            |
| 25                 | Interface                  |
|                    |                            |
| 26                 | Birds of a Feather…        |
|                    |                            |